# Консидин, Рита
Ри́та Мари́ Ко́нсидин (англ. Rita Marie Considine), в девичестве — Се́вер (англ. Sever; 7 ноября 1963, Сан-Франциско, Калифорния, США) — американская телеведущая и актриса

.

## Биография
Рита Мари Консидин, в девичестве Север, родилась 7 ноября 1963 года в Сан-Франциско (штат Калифорния, США) в семье еврейского происхождения, став младшей из семи детей.
Она известна как ведущая ночной телепрограммы «Friday Night Videos» на NBC, которую она вела с 1994 года и до окончания шоу в 2000 году. Она также появилась в качестве приглашенного гостя в другой телепрограмме NBC «Later with Greg Kinnear». Также с 2008 года Консидин снимается на телевидении и в кино, в настоящее время сыграла в 4-х проектах.
Рита замужем за продюсером Гэри Консидином.

## Фильмография
| Год  |     | Русское название       | Оригинальное название | Роль          |
| ---- | --- | ---------------------- | --------------------- | ------------- |
| 2008 | с   | 90210: Новое поколение | 90210                 | кастинг-агент |
| 2010 | кор | Горное основание       | Rock Bottom           | Дайан Дросс   |
| 2010 | кор | Будьте добры к Эдди Ли | Be Good to Eddie Lee  | Миссис Джонс  |
| 2017 | ф   | Пробуждение мёртвых    | Wake the Dead         | мама          |